# Палмер, Уинтроп
Уинтроп Хейл «Динг» Палмер-младший (англ. Winthrop Hale "Ding" Palmer, Jr.; 5 декабря 1906, Саммит (Нью-Джерси) — 4 февраля 1970, Мадисон) — американский хоккеист, нападающий; серебряный призёр зимних Олимпийских игр 1932 года, чемпион мира 1933 года.

## Биография
Окончил школу Кент в городе Кент, штат Коннектикут в 1926 году. Выступал за любительскую хоккейную команду «Сент-Николас» со своим одноклубником и коллегой по сборной Джонни Бентом, а также вместе с Бентом выступал за хоккейную команду Йельского университета.
В 1932 году в составе сборной США по хоккею с шайбой Палмер выступил на зимних Олимпийских играх в Лейк-Плэсиде, проведя шесть матчей и забросив 8 шайб, а его сборная завоевала серебряные медали Олимпиады и получила титул вице-чемпиона мира 1932 года. В 1933 году хоккейный клуб «Массачусетс Рейнджерс» как сборная США выступил на чемпионате мира 1933 года и одержал там победу: в составе той команды выступал и Палмер.
После карьеры игрока Палмер работал биржевым брокером. В 1973 году он посмертно был включён в Хоккейный зал славы США.